# Bornu-Rüstung
Die Bornu-Rüstung ist eine Schutzwaffe in Form eines Brustpanzers aus dem nordöstlichen Nigeria in Afrika.

## Beschreibung
Die Bornu-Rüstung (englisch: strip-iron cuirass) besteht aus Stahl. Sie ist aus verschieden breiten Stahlstreifen, die zur Form des Brustpanzers vernietet werden, konstruiert. Die Rückenstreifen sind breiter gearbeitet als die auf der Vorderseite. Die rechte Körperseite ist offen, damit er von dieser Seite aus angezogen werden kann. Die Schulterriemen werden mit Lederriemen am Brustpanzer angebunden, das Innere der Rüstung ist mit Leder und Stoff ausgepolstert.
Auf der Vorderseite ist der Halsausschnitt tiefer ausgearbeitet als auf der Rückseite, dort ist er kaum vorhanden.
Der gesamte Panzer ist im Vergleich zu anderen Rüstungen eher grob gearbeitet, auffällig ist dabei besonders die unregelmäßige Vernietung.